# التسلسل الزمني للصراع الفلسطيني الإسرائيلي 2018
فيما يلي تسلسل زمني لأحداث الصراع الإسرائيلي الفلسطيني في عام 2018.

## يناير

### 4 يناير
- قُتل فلسطيني يبلغ من العمر 17 عامًا بالقرب من رام الله خلال ما وصفته مصادر الجيش الإسرائيلي بأنه أعمال شغب عنيفة في دير نظام.[1]

### 9 يناير
- قتل مسعف متطوع من سكان حفات جلعاد، رازيل شيفاح، برصاص مهاجم مجهول بينما كان يقود سيارته بالقرب من منزله على شارع 60 في الضفة الغربية.[2]

### 11 يناير
- قُتل فلسطيني بالقرب من السياج الحدودي لقطاع غزة، حسبما ورد، خلال الاحتجاج على اعتراف الولايات المتحدة بالقدس عاصمة لإسرائيل.[3]
- قتل فلسطيني بين قريتي عراق بورين وتل في شمال الضفة الغربية بعد أن أفادت القوات الإسرائيلية بتعرضها لهجوم من "وابل من الحجارة".[3]

### 15 يناير
- قتلت القوات الاسرائيلية بالرصاص فلسطينيا يبلغ من العمر 24 عاما خلال اشتباكات اندلعت بالقرب من مدينة قلقيلية بالضفة الغربية.[4]

### 18 يناير
- قتل جنود إسرائيليون مقاتلًا فلسطينيا وأسروا آخر في جنين قائلين إنهم جزء من خلية حماس التي قتلت الحاخام شيفاح في الأسبوع السابق.[5]

## فبراير

### 4 فبراير
- قُتل فلسطيني يبلغ من العمر 19 عامًا وأصيب أربعة آخرون خلال اشتباكات في حي وادي برقين في جنين كجزء من البحث المستمر عن زعيم الخلية الإرهابية التي قتلت الحاخام شيفاح.[6]

### 5 فبراير
- قُتل رجل إسرائيلي طعنا في هجوم استهدف محطة حافلات خارج مستوطنة أرييل بالضفة الغربية.[7]

### 6 فبراير
- خلال غارة إسرائيلية على قرية يامون قرب جنين قتل الناشط الرئيسي المسؤول عن مقتل الحاخام شيفاح وهدم منزله. بحسب تحقيق الشاباك، كانت الخلية التي يرأسها تُخطط لتنفيذ هجمات إضافية.[8]
- أفادت وزارة الصحة الفلسطينية، خلال مواجهات بين القوات الإسرائيلية ومشاغبين فلسطينيين في مدينة نابلس، بمقتل فلسطيني وإصابة 110 بجروح، ستة منهم إصاباتهم خطيرة، حيث كان جنود الجيش الإسرائيلي يطاردون عبد الكريم عادل عاصي، المشتبه به. بقتل إسرائيلي خارج مستوطنة أرييل في اليوم السابق.[9]

### 7 فبراير
- أصيب مواطن إسرائيلي بجروح طفيفة في هجوم طعن في مستوطنة كرمي تسور بالضفة الغربية شمال الخليل. وأطلق حارس آخر كان حاضرًا في مكان الحادث النار على المهاجم فقتله.[10]

### 16 فبراير
- قُتل فلسطيني يبلغ من العمر 19 عامًا برصاصة خلال مظاهرة بالقرب من السياج الحدودي لغزة ومات بعد خمسة أيام.[11]

### 18 فبراير
- قتلت نيران دبابة إسرائيلية مراهقين فلسطينيين في غزة خلال هجمات استهدفت 18 هدفا تابعًا للجماعات المسلحة ردا على انفجار أسفر عن إصابة أربعة جنود اسرائيليين.[12]

### 22 فبراير
- استشهد فلسطيني برصاصة في أريحا بعد أن ركض باتجاه جنود إسرائيليين بجسم معدني.[13]

### 25 فبراير
- قُتل فلسطيني عندما أطلقت البحرية الإسرائيلية النار على القارب الذي كان يبحر فيه هو واثنان آخران بعد أن تجاهل القارب التحذيرات وابتعد عن منطقة الصيد المسموح بها في شمال غزة.[14]

## مارس

### 3 مارس
- قُتل مزارع فلسطيني يبلغ من العمر 59 عامًا برصاصة عندما اقترب من السياج الحدودي الإسرائيلي.[15]

### 4 مارس
- أصيب ثلاثة إسرائيليين بجروح طفيفة إثر هجوم دهس في عكا.[16]

### 9 مارس
- استشهد فلسطيني يبلغ من العمر 24 عامًا في مدينة الخليل وأصيب عدد آخر بجروح في اشتباكات مع القوات الإسرائيلية. وأفادت مصادر فلسطينية أن القتيل أصيب بإعاقة شديدة، فيما أعلن جيش الاحتلال أنه يحمل قنبلة حارقة.[17]

### 10 مارس
- قُتل فلسطيني يبلغ من العمر 19 عامًا خلال اشتباكات بين فلسطينيين ومستوطنين إسرائيليين في الضفة الغربية.[18]

### 16 مارس
- قُتل ما لا يقل عن جنديين إسرائيليين وأصيب اثنان في الضفة الغربية بعد أن صدم فلسطيني سيارته بداخلهما. أصيب المهاجم بجروح طفيفة.[19]

### 18 مارس
- قُتل رجل إسرائيلي يبلغ من العمر 32 عامًا على يد فلسطيني في البلدة القديمة بالقدس. وقُتل المهاجم برصاص ضابط شرطة قريب.[20]

### 30 مارس
- خلال احتجاجات يوم الأرض لعام 2018 التي بدأت في 30 مارس، قُتل ما لا يقل عن 32 فلسطينيًا وأصيب الآلاف خلال اشتباكات مع القوات الإسرائيلية على الحدود بين غزة وإسرائيل.[21]

## أكتوبر

### 12 أكتوبر
استشهدت عائشة الرابي (48 عامًا)، برصاص مجموعة من المستوطنين الإسرائيليين الحجارة على السيارة التي كانت تستقلها. حوالي الساعة 9:30 مساءً، كانت هي وعائلتها في طريقهم إلى منزلهم في بيديا، محافظة سلفيت في شمال غرب الضفة الغربية. تباطأوا عندما كانوا على وشك الاقتراب من نقطة تفتيش إسرائيلية دائمة في المنطقة. في تلك اللحظة بدأت مجموعة من المستوطنين برشق سيارتهم بالحجارة. اخترقت إحدى الصخور السيارة وأصابت عائشة على الجانب الأيمن من وجهها، مما أدى إلى تحطيم جمجمتها. توجّه زوجها يعقوب بسيارته إلى المستشفى في نابلس، على بعد 20 دقيقة بالسيارة، حيث أعلن وفاة زوجته.

## نوفمبر

### 11 نوفمبر
اندلع العنف مرة أخرى في 11 نوفمبر 2018 عندما قُتل سبعة مسلحين فلسطينيين خلال غارة فاشلة للجيش الإسرائيلي في جنوب شرق قطاع غزة. قُتل ضابط في الجيش الإسرائيلي وجُرح آخر. وبعد ذلك أُطلقت أكثر من عشرة صواريخ من غزة، أُسقطت ثلاثة منها. بعد سلسلة من تبادل إطلاق النار المكثف، تم الاتفاق على وقف إطلاق النار في 13 نوفمبر 2018.

### 15 نوفمبر
تسلَّل فلسطيني يحملُ سكينًا إلى مركز للشرطة في القدس وأصاب أربعة ضُباط بجروح طفيفة قبل إطلاق النار عليه والقبض عليه.

## ديسمبر

### 4 ديسمبر
محمد حسام عبد اللطيف حبالي (22 عامًا)، فلسطيني مُختل عقليًا قُتل برصاص جنود إسرائيليين في 4 ديسمبر 2018 في طولكرم، مدينة في الضفة الغربية بالقرب من الحدود بين إسرائيل والضفة الغربية. أفاد شهود عيان أن القوات الإسرائيلية قتلت حبالي، ولم يطعن الجيش الإسرائيلي في سبب الوفاة.